# Sorbus haesitans
Sorbus haesitans är en rosväxtart som beskrevs av Meierott. Sorbus haesitans ingår i släktet oxlar, och familjen rosväxter. Inga underarter finns listade i Catalogue of Life.

## Bildgalleri

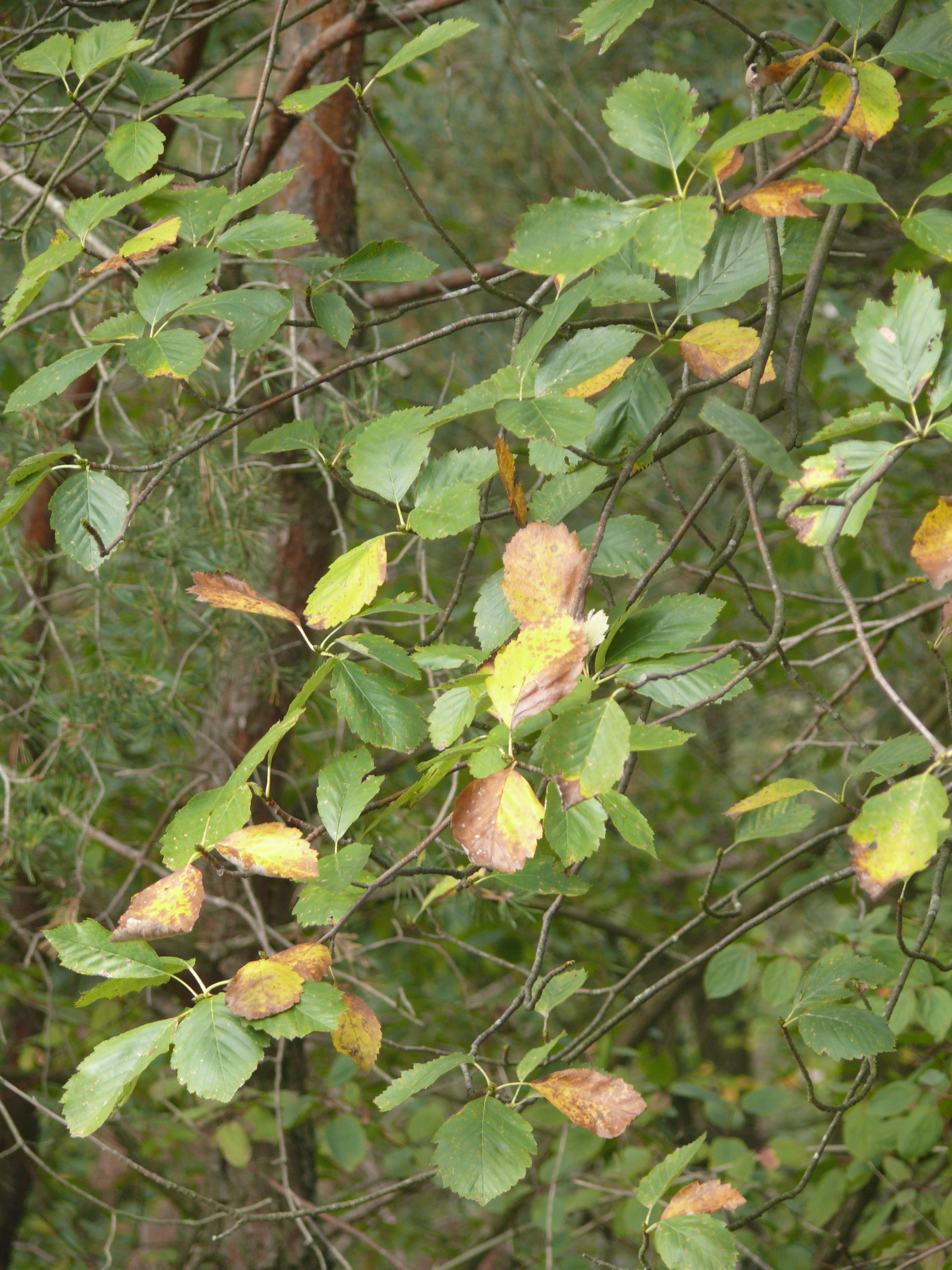
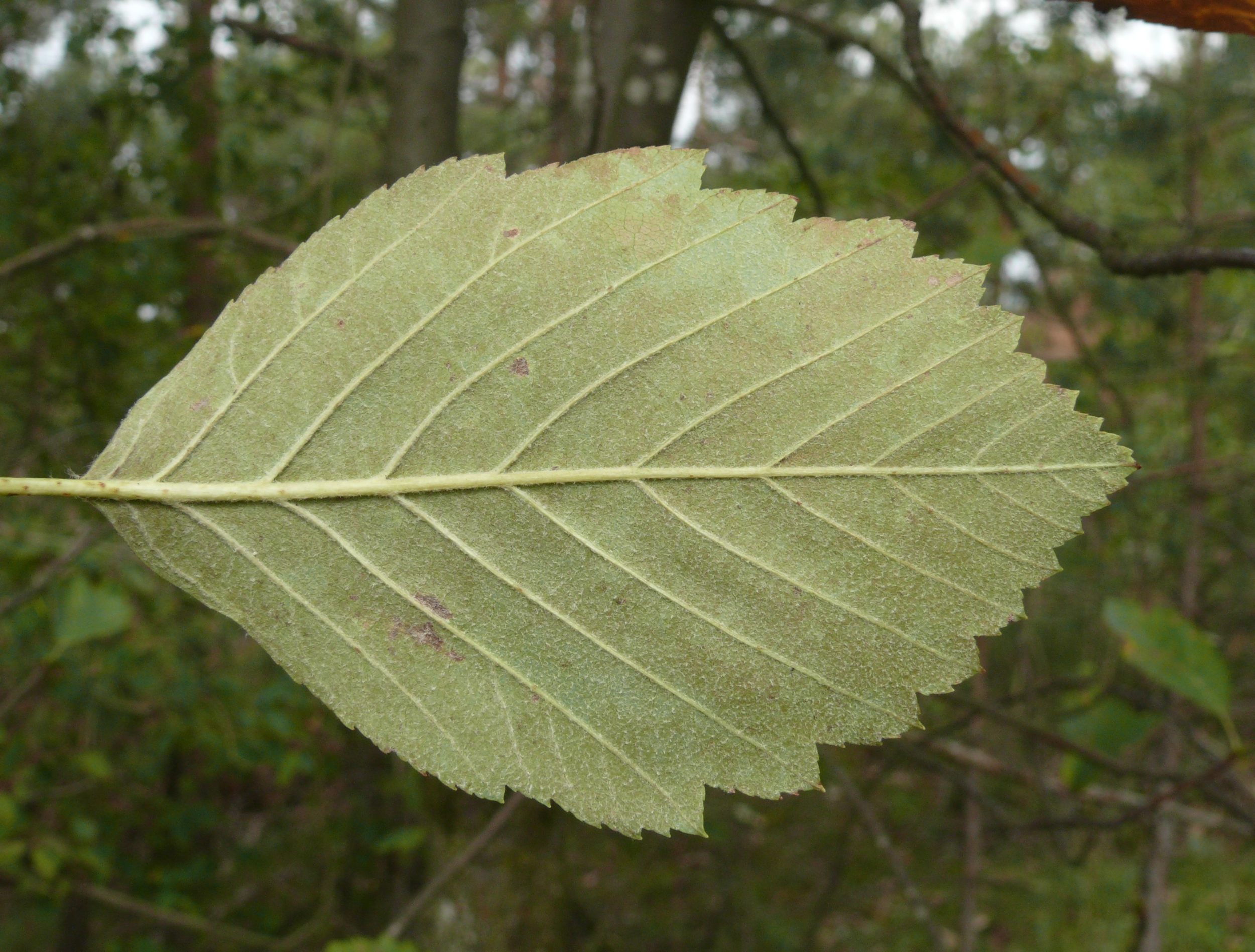
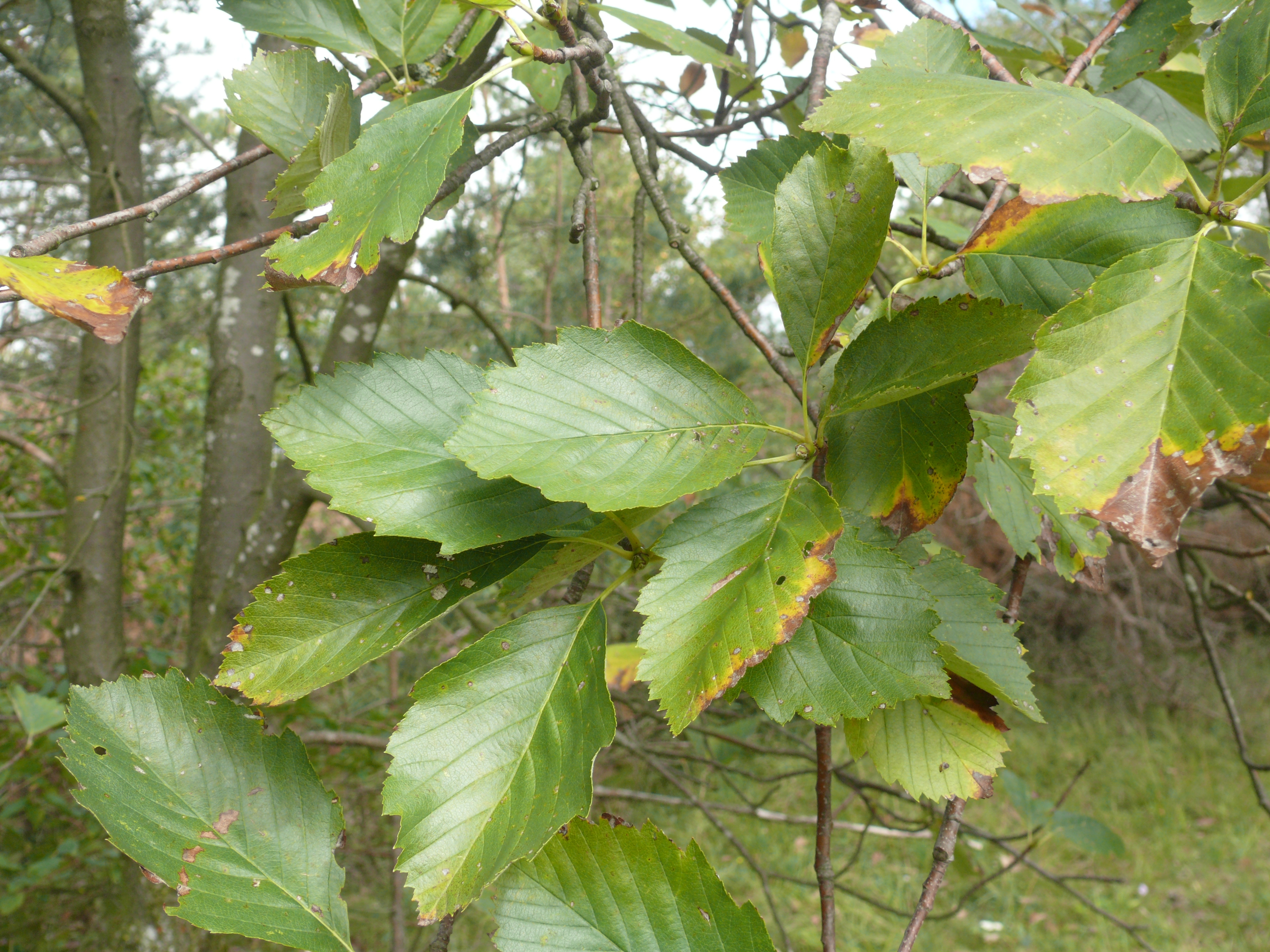
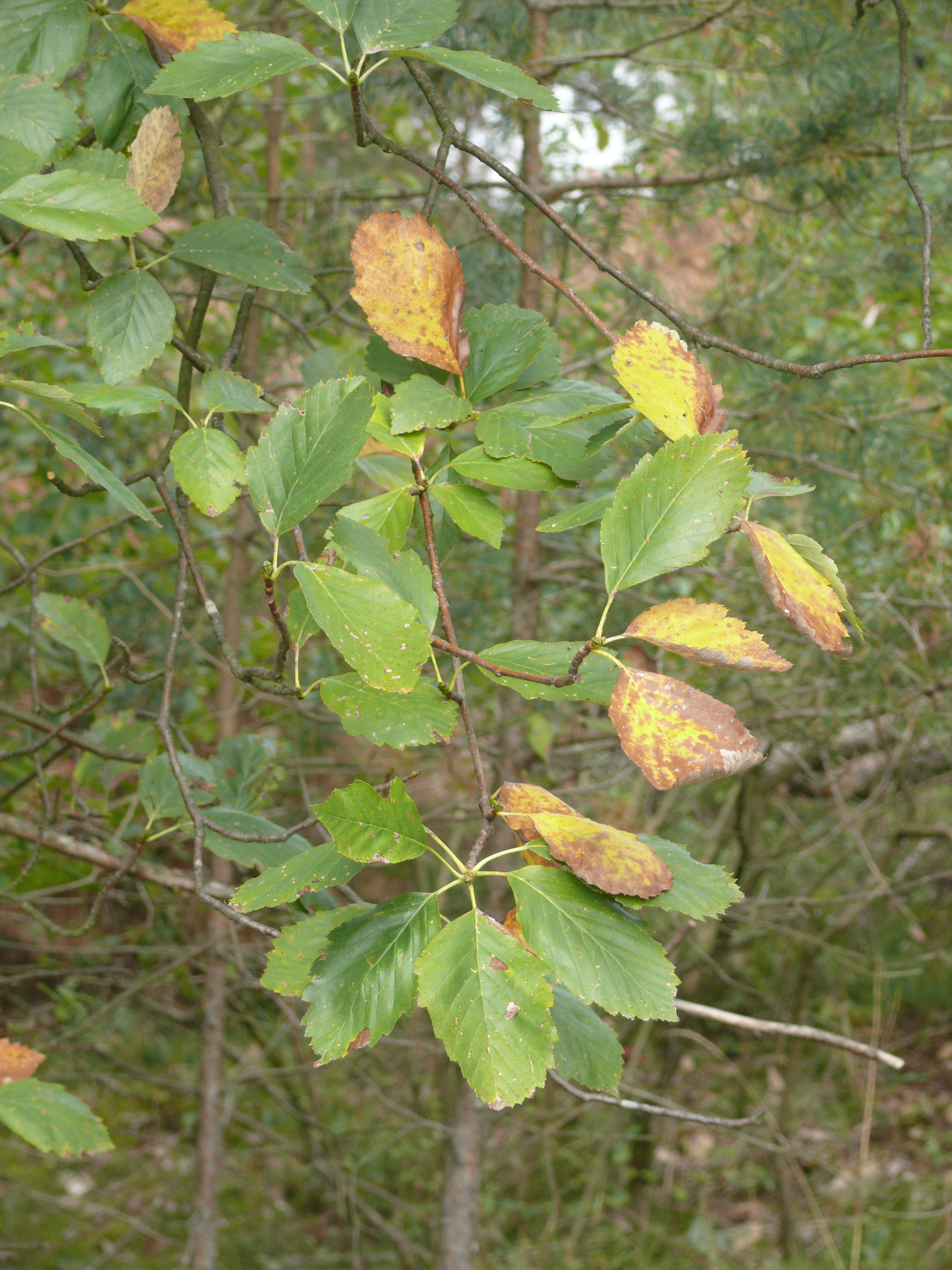
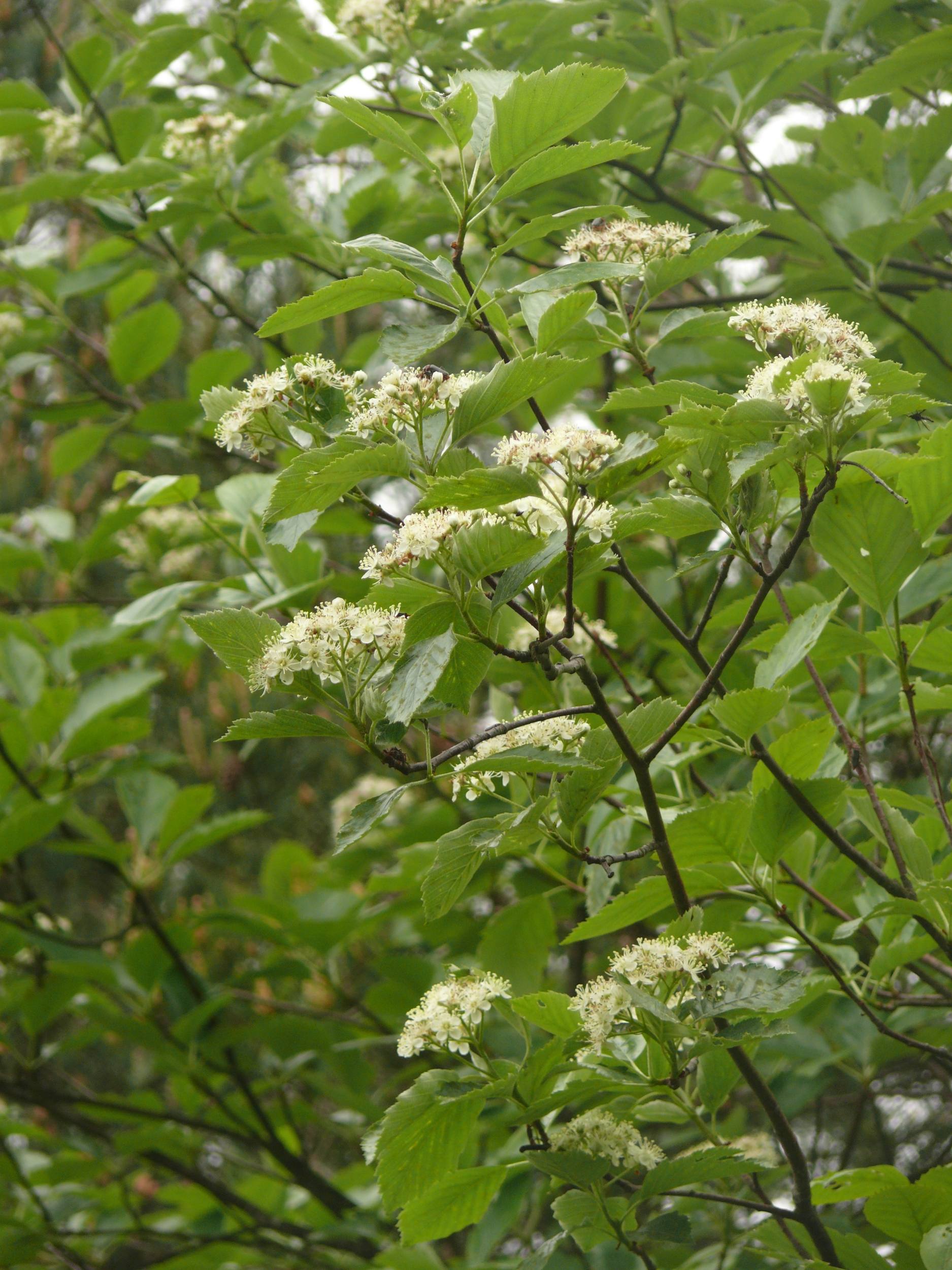
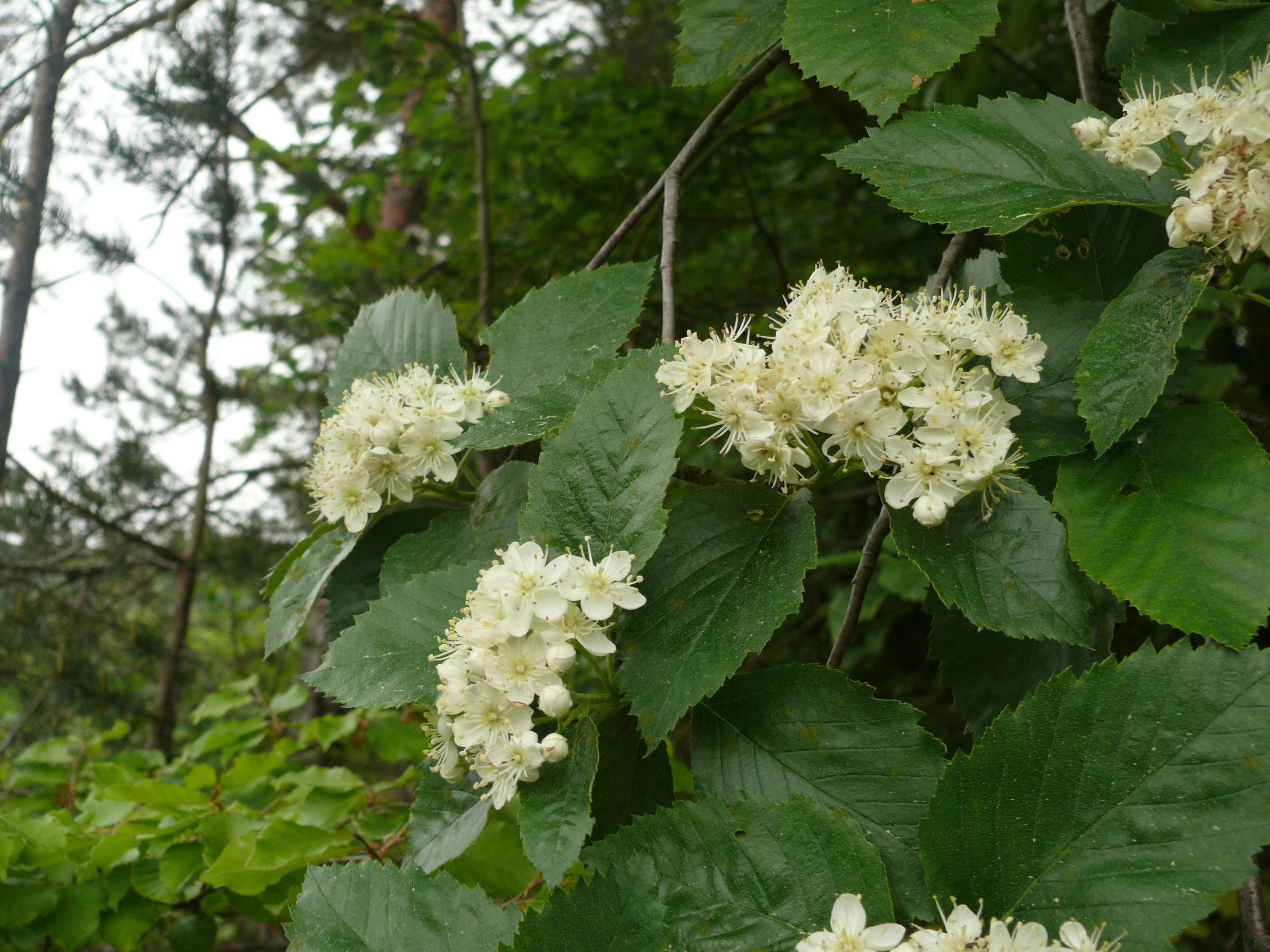